# Menophra plagifera
Menophra plagifera là một loài bướm đêm trong họ Geometridae.